# Посторино, Розелла
Розелла Посторино (итал. Rosella Postorino, род. 27 августа 1978, Реджо-ди-Калабрия, Калабрия) — итальянская писательница. В 2013 году награждена международной премией "Città di Penne", а в 2018 году получила премию Рапалло Каридже и премию Кампьелло.

## Биография
Родилась в 1978 году в Реджо-ди-Калабрия, на юге Италии. Выросла в Сан-Лоренцо-аль-Маре (Лигурия) на севере Италии. В 2001 году переехала в Рим.
Опубликовала свой первый рассказ «In una capsula» («В капсуле») в 2004 году в антологии "Ragazze che dovresti conoscere" («Девушки, которых вы должны знать»). В 2007 году выпустила свой первый роман «La stanza di sopra» («Комната наверху»).
Её роман 2018 года "Le assaggiatrici" («За волчьим столом») получил 56-ю премию Кампьелло, премию Луиджи Руссо, премию Рапалло и премию Виджевано Лучио Мастронарди.
Посторино также переводила и редактировала произведения Маргерит Дюрас.

## Работы

### Романы
- La stanza di sopra, Vicenza: Neri Pozza, 2007 ISBN 978-88-545-0165-2
- L’estate che perdemmo Dio, Turin: Einaudi, 2009 ISBN 978-88-06-19625-7
- Il corpo docile, Turin: Einaudi, 2013 ISBN 978-88-06-19664-6
- Le assaggiatrici, Milan: Feltrinelli, 2018 ISBN 978-88-07-03269-1. Опубликовано на английском языке как «At the Wolf's Table», перев. Leah Janeczko, New York: Flatiron books, 2019 ISBN 9781250179142. На русском языке — «Дегустаторши», перев. Манухин А. С., Азбука, 2019 ISBN 978-5-389-16939-5.

### Нон-фикшн
- Il mare in salita, Rome — Bari: GLF editori Laterza, 2011 ISBN 978-88-420-9682-5

### Антология
- Ragazze che dovresti conoscere, Turin: Einaudi, 2004 ISBN 88-06-17000-7
- Working for paradise, Milan: Bompiani, 2009 ISBN 978-88-452-6369-9

### Переводы
- Moderato cantabile Marguerite Duras, Trieste: Nonostante, 2013 ISBN 978-88-98112-01-2
- Testi segreti Marguerite Duras, Trieste: Nonostante, 2015 ISBN 978-88-98112-05-0